# پفاودلر

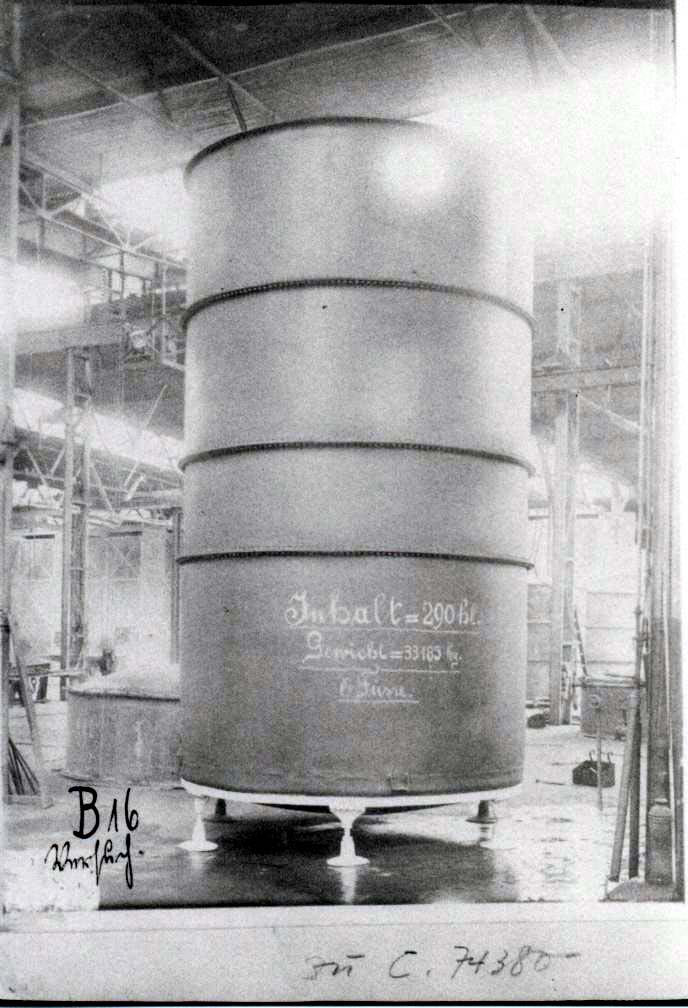
عکسی از شرکت تولید صنعتی پفاودلر

پفاودلر (انگلیسی: Pfaudler) شرکت تولید صنعتی آمریکایی است، که در سال ۱۸۸۴ تأسیس شد.